# 1995 في السعودية
تحتوي هذه المقالة على أهم الأحداث التي شهدتها السعودية في 1995، والذي يوافق 29 رجب 1415 - 08 شعبان 1416 هجري . إضافة إلى أهم الشخصيات السعودية التي وُلدت أو تُوفيت في هذه السنة.

## السياسة

### الحكم
الملك: فهد بن عبد العزيز آل سعود

### تعيينات

#### يونيو
- 16: ترقية اللواء ركن متعب بن عبدالله بن عبدالعزيز آل سعود نائب رئيس الجهاز العسكري إلى رتبة فريق ركن.[1]
- 23: ترقية العميد سلطان بن عايض بن حسين الحارثي إلى رتبه لواء .
- 23: ترقية العميد محمود بن علي بن اسماعيل العلي إلى رتبة لواء .

#### ديسمبر:
- 15: الملك فهد بن عبدالعزيز آل سعود يوافق على تعيين عبدالله بن صالح جمعة رئيسًا لشركة الزيت العربية السعودية / ارامكو.[2]

## أحداث

### مايو
- 7: حادثة منى، حيث نشب حريق في مخيم للحجاج.

### يناير
- 1: كأس الملك فهد 1995 الفائز منتخب الدنمارك لكرة القدم.

### مايو
- 5: نيابة عن خادم الحرمين الشريفين الملك فهد بن عبدالعزيز حفظه الله تشرف صاحب السمو الملكي الأمير ماجد بن عبدالعزيز أمير منطقة مكة المكرمة بغسل الكعبة المشرفة.[3]
- 26: الملك فهد بن عبدالعزيز يتبرع بمبلغ مليون دولار غلى مؤسسة شهداء ومعاقي البوسنة استجابة لنداء فخامة الرئيس البوسني علي عزت بيجوفيتش.[4]

### يونيو
- 2: سفينة باتروس تتعرض لحريق قرب المياه الدولية للملكة العربية السعودية و الملك فهد بن عبدالعزيز يوجه بارسال طائرتان من طراز 747 لنقل الركاب إلى بلادهم .[5]
- 2: فريق الهلال يفوز بكأس الأمير عبدالله بن عبدالعزيز لكرة القدم للموسم الرياضي لعام 1415 هـ .[6]
- 16: خادم الحرمين الشريفين الملك فهد بن عبدالعزيز آل سعود يرعى المباراة النهائية على كأس دوري خادم الحرمين الشريفين لكرة القدم للموسم الرياضي 1415 بين فريقي الهلال والنصر من الرياض على استاد رعاية الشباب بجدة حيث تسلم فريق النصر الكأس لفوزه في المباراة .[7]
- 23: الملك فهد بن عبدالعزيز يتبرع بإقامة مركز إسلامي كبير في قطاع غزة يضم مستوصفا ومدرسة لتحفيظ القرآن الكريم و مكتبة كبيرة وسكنًا للأئمة .[8]
- 23: السعودية تشتري 61 طائرة مختلفة الأنواع لدعم اسطول السعودية و إقامة احتفال للخطوط الجوية السعودية بمناسبة مرور 50 سنة على إنشائها برعاية سمو النائب الثاني الأمير سلطان بن عبدالعزيز .[9]
- 30: افتتح الأمير سلطان بن عبدالعزيز آل سعود صالة الاختراعات العلمية الإسلامية بمركز جدة للعلوم والتكنولوجيا .[10]
- 30: تهنئة ملكية من خادم الحرمين الشريفين الملك فهد بن عبدالعزيز آل سعود إلى الرئيس جواكيم تيشيسانو رئيس جمهورية موزنبيق بمناسبة ذكرى استقلال بلاده .[11]

### أغسطس
- 18 : خادم الحرمين الشريفين الملك فهد بن عبدالعزيز يبدأ حملة تضامنية للتبرع للبوسنة والهرسك حيث وصلت التبرعات النقدية 405.7 مليون ريال .[12]
- 25: الملك فهد بن عبدالعزيز يوجه طائرتين محملتان بالأغذية والخيام والبطانيات والبسط لإغاثة متضرري فيضان المغرب التي أوقعت 141 قتيلا .[13]

### نوفمبر
- 10: الملك فهد بن عبدالعزيز يوجه المؤسسة العامة لصوامع الغلال ومطاحن الدقيق استكمال صرف مستحقات المزارعين من القمح والشعير للأعوام من 1412 هـ إلى 1414 هـ بمبلغ إجمالي يصل إلى 2.5 بليون ريال للمزارعين .[14]
- 10: الأمير سلطان بن عبدالعزيز يقدم تبرعًا يقدر بـ 100 ألف دولار إلى المركز الإسلامي في فيينا .
- 10: الأمير سلطان بن عبدالعزيز يصل إلى جدة بعد مشاركته في احتفالات الأمم المتحدة بمرور 50 عاما على إنشائها .[15]
- 13: وقوع حادث تفجير العليا في مدينه الرياض , صرح بعد أيام مصدر أمني مسؤول بوازرة الداخلية أن السيارة التي يشتبه بأنها استخدمت في هذه العملية كانت من نوع نقل ونيت صغيرة لون أبيض ودلت أقوال أحد الشهود أنه شاهد السيارة متوقفة في مكان الحادث قبل الإنفجار بعدة دقائق وشاهد بداخلها شخصين و تمكن من رؤية الشخص الذي كان جالسا بجانب السائق مما مكنه من إعطاء وصف دقيق له .[16] أدى التفجير إلى وفاة سبعة أشخاص .[17]
- 22: زلزال العقبة.
- 29: إصابة الملك فهد بجلطة دماغية.

### ديسمبر
- 1: الأمير عبدالله بن عبدالعزيز يرعى حفل افتتاح جامع الملك فهد و مباني جامعة الملك سعود في منطقة القصيم كما وضع حجر الأساس لمبنى امارة منطقة القصيم بمدينة بريدة .[18]
- 1 : الملك فهد بن عبدالعزيز يأمر بسرعة صرف تعويضات المواطنين الذين تضررت دورهم أو محلاتهم في منطقة تبوك من جراء الهزة الأرضية التي تأثرت بها يوم الأربعاء .[18]
- 1: المملكة العربية السعودية تبدي ترحيبها باتفاق السلام في البوسنة والهرسك .[18]
- 15: الأمير سلطان بن عبدالعزيز النائب الثاني لرئيس مجلس الوزراء ووزير الدفاع والطيران يقدم دعم مالي لدارة الملك عبدالعزيز لتنفيذ مشروع رصد و جمع مصادر تاريخ المملكة و دعم مالي آخر للمدرسة الإسلامية في الصين الشعبية .[19]
- 22: المملكة العربية السعودية و إيطاليا يوقعان اتفاقية تعاونية في مجال مكافحة الإرهاب .[20]
- 22: اللجنة السعودية - اليمنية لرسم الحدود بين البلدين تفتتح وتختتم إجتماعاتها في مدينة الرياض .[20]

## مواليد

### يناير
- 7: حسين اللقماني لاعب كرة قدم سعودي.
- 19: محمد قاسم لاعب كرة قدم سعودي.
- 30: حسين النخلي لاعب كرة قدم سعودي.

### فبراير
- 1: مصطفى الموسوي لاعب كرة قدم سعودي.

### مارس
- 13: منصور جوهر لاعب كرة قدم سعودي.
- 25: بندر با عجاج لاعب كرة قدم سعودي.

### أبريل
- 21: عبد المجيد السواط لاعب كرة قدم سعودي.
- 29: عصام القرني لاعب كرة قدم سعودي.

### مايو
- 29: محمد عسيري لاعب كرة قدم سعودي من مواليد 1995.

### يونيو
- 1: عبد الرحمن العبود لاعب كرة قدم سعودي.
- 3: عبد الله آل عراف لاعب كرة قدم سعودي.
- 21: سعد آل خيري لاعب كرة قدم سعودي.

### يوليو
- 1: مهدي الشويخات لاعب كرة قدم سعودي.

### أغسطس
- 15: عبد الملك الشمري لاعب كرة قدم سعودي.

### سبتمبر
- 6: طارق عبده لاعب كرة قدم سعودي.
- 15: حسن رغفاوي لاعب كرة قدم سعودي.

### ديسمبر
- 3: علاء آل حجي لاعب كرة قدم سعودي.

## وفيات

### مايو
- 25: أحمد بن راشد آل الشيخ مبارك (مواليد 1914) شاعر سعودي.

### يوليو
- 31: مطلق الثبيتي (مواليد 1937) شاعر سعودي.

### ديسمبر
- 2: حسن بن عبد اللطيف المانع (مواليد 1918) فقيه حنبلي ومدرّس ديني .